# Antepipona romanoffi
Antepipona romanoffi är en stekelart som först beskrevs av Dusmet 1917.  Antepipona romanoffi ingår i släktet Antepipona och familjen Eumenidae. Inga underarter finns listade i Catalogue of Life.